# 本願寺の歴史
本願寺の歴史（ほんがんじのれきし）では、親鸞を宗祖とする浄土真宗の寺院である「本願寺」の歴史を、本願寺が東西に分立するまでの時期について述べる。

## 親鸞の入滅
弘長2年（1262年 ）11月28日（グレゴリオ暦換算 1263年1月16日）、親鸞は京都の押小路南、万里小路東（おしこうじみなみ、までのこうじひがし。現在の京都市中京区柳馬場通押小路下ル）の「善法院」において入滅する。享年90（満89歳）。
後に、覚如によって「宗祖」（「開祖」）に定められる。
翌29日午後8時に葬送。下野国高田の顕智、遠江国池田の専信なども上洛し参列。東山鳥辺野（とりべの）の南、「延仁寺」で荼毘にふす。
翌30日拾骨。鳥辺野の北「大谷」に墓所を築き納骨する。

## 廟堂建立
「大谷廟堂」の詳細については、「大谷廟堂」を参照。
文永9年（1272年）、親鸞の弟子や東国（関東）の門徒の協力を得た覚信尼（親鸞の末娘）により、親鸞の墓所を「大谷」の地より「吉水の北の辺」に改葬し「大谷廟堂」を建立する。
建治3年（1277年）、大谷廟堂の管理・護持する「留守職」（るすしき）は覚信尼が当たる。
弘安3年 （1280年）、覚信尼とその子覚恵（親鸞の孫）の依頼により、如信（親鸞の孫）が大谷廟堂の法灯を継ぐ。
しかし寺務は覚信尼・覚恵に委任し、陸奥国にある大網の草庵に戻り布教活動を続ける（『大谷本願寺通紀』）。
如信は、親鸞の祥月忌のため毎年上洛し、その際に覚如（親鸞の曾孫）に対して宗義を教える。後に、覚如によって如信は「本願寺第二世」に定められる。
弘安6年（1283年）、覚信尼の入滅にともない、覚恵が大谷廟堂の「留守職」を継承する。
永仁3年（1295年）、親鸞の「御影像」を安置・影堂化し「大谷影堂」となる。
正安4年（1302年）、覚恵と唯善（親鸞の孫で覚恵とは異父弟）の間に起こった大谷廟堂の留守職就任問題（唯善事件）が勃発する。
延慶2年（1309年）7月、青蓮院により覚恵の長男である覚如が継承することと裁定が下される。敗れた唯善は「大谷廟堂」を徹底的に破壊して鎌倉へ逃亡する。
延慶3年（1310年）、覚如が東国（関東）の門徒の了承を得て、大谷廟堂の「留守職」を継承する。（～1314年、1322年～1338年、1342年～1350年〈委譲・復職を繰返す。〉） このことから、大谷廟堂が寺院化した後も、本願寺法主は血縁によって継承されるようになる。
延慶4年/応長元年（1311年）、覚如は親鸞の五十回忌に当たり「御影像」と影堂を再建する。
応長2年（1312年）、覚如は「大谷影堂」（「大谷廟堂」）を寺格化しようと「専修寺」と額を掲げるが、延暦寺の反対により撤去する。『存覚一期記』によると、高田門徒の真仏上人の門弟である法智がこの「専修寺」の額を下野国にある高田の如来堂に持ち帰ったという。後に如来堂は専修寺に名称を改めている。
正和3年（1314年）、存覚が留守職を継承する。（～1322年、1338年～1342年）その後、覚如により、解任・復職を繰返す（義絶事件）。

## 本願寺成立
元亨元年（1321年）、覚如が再度寺院化を試み、「本願寺」と号し成立する。これより後、本願寺教団は移転時に「御真影」を安置している寺を「本願寺」と呼称するようになる。（便宜上、「大谷本願寺」と呼称される場合もある。）「本願寺」の寺号は、13世紀に親鸞の廟堂に対して亀山天皇より下賜された「久遠実成阿弥陀本願寺」（くおんじつじょうあみだほんがんじ）が由来であるとされる。寺院化にともなって、覚如はそれまで影堂（廟堂）に掛けられていた帰命尽十方無碍光如来の十字名号を本尊とするのではなく、新たに木造の阿弥陀如来立像を本尊にしようとしたが、高田門徒の反対にあい、十字名号が本尊とされた。
覚如は、親鸞の門弟・門徒を「本願寺」のもとに統合しようと企図する。
元弘元年（1331年）、覚如は『口伝鈔』を著し、「三代伝持の血脈（けちみゃく）」を表明し、法灯継承を主張する（法脈…法然⇒親鸞⇒如信⇒覚如、血統…親鸞⇒覚信尼⇒覚恵⇒覚如）。
自らを、「本願寺第三世」とし、親鸞を「宗祖」（「開祖」）、如信を「本願寺第二世」に定める。
しかし現実問題として、長年培ってきた経済力、場合によっては軍事力を有する延暦寺以下の既存寺院に対抗して京都の中で独自の教団を打ち立てる事は困難であった。
正和以後も元徳2年（1330年）・観応3年（1352年）・嘉慶2年（1388年）にも弾圧を受けており、浄土真宗の他派が東国などで勢力を広めている間にも、逆に本願寺のみは衰退して延暦寺の支配下にあった青蓮院の末寺として延暦寺への忠誠と念仏の禁止を条件として存続を許されているという状況であった。
ただし、こうした通説に対して、太田壮一郎は親鸞が青蓮院で九条家出身の青蓮院門跡慈円の下で出家した縁で当初は一条家（九条家の支流）および青蓮院とつながりが深い妙香院門跡の候人となったこと、妙香院が15世紀（本願寺では蓮如の継承前後）に衰退して青蓮院に吸収されたために青蓮院の傘下に移ったこと、候人は門跡に近侍・奉公する立場であるが教義的な拘束はなく、妙香院や青蓮院が本願寺の教義に干渉した記録はない一方で、むしろ延暦寺による法難の際には最後まで本願寺を擁護し続けた事実を指摘して、本願寺が青蓮院の末寺であったとまでは言えず、反対に妙香院・青蓮院による庇護があったとしている。
観応元年（1350年）、存覚は覚如と和解するも、本願寺別当職（留守職に住持職を含めた役）には復職せずに甥の善如に委譲する。

## 浄土真宗の発展と本願寺教団の形成
浄土真宗は弱小勢力であった本願寺を横目に、親鸞の門弟たちの教団によって発展していった。
関東では真仏・顕智の系統をひく高田門徒（専修寺を中心とする）・荒木門徒・和田門徒が、他にも鹿島門徒・伊達門徒・横曽根門徒が有力であった。特に高田門徒は非常に盛んであった。
了源の教団は、京都の佛光寺を中心にして「名帳」・「絵系図」によって近畿で発展をとげる。
また、北陸では如道を祖とする三門徒が勢いを持っていた。
康応2年/明徳元年（1390年）、綽如が「本願寺」を継承し第五世になるも、まもなく寺務は法嗣である第2子の巧如に委任する。また、綽如によって本尊が帰命尽十方無碍光如来の十字名号から木造阿弥陀如来立像に変更された。
綽如は越中（富山県）井波に瑞泉寺を建立する。
明徳4年（1393年）4月24日、瑞泉寺にて第五世綽如が入滅する。
応永元年（1394年）、綽如入滅にともない、寺務を委任されていた巧如が「本願寺」を継承し第六世となる。巧如は本堂に阿弥陀如来立像と親鸞御影像の両方を安置させている現状に不満を感じ、阿弥陀如来は阿弥陀堂に、御影像は御影堂に祀るべきだと考えたが、資金がなく実現しなかった。
第六世巧如も瑞泉寺で北陸への教化を行う。つづく第七世存如の時代により発展し、近江（滋賀県）・加賀（石川県）・能登（石川県）・越前（福井県）などで本願寺教団の形成がみられるようになる。
本願寺は、近江や北陸地方を中心に徐々にではあるが教線を拡張する。

## 中興の祖・蓮如
本願寺第八世 蓮如の生涯についての詳細は、蓮如#生涯の節を参照。
応永22年（1415年）、存如の長男・蓮如（幼名・布袋丸）誕生する。
永享8年（1436年）、巧如は長男の存如に本願寺を委譲し、存如が第七世となる。また、存如により、本願寺に阿弥陀堂と御影堂の両堂が建てられた。だがこの時の無理が影響し、本願寺の財政は逼迫する。
長禄元年（1457年）6月18日、存如が入滅する。存如の妻如円尼は実子の蓮照に継職させようと計るものの、存如の弟如乗の支持によって、蓮如が本願寺を継承し第八世となる。
継承当時の本願寺は衰亡の極みにあり、青蓮院の一末寺でしかなく、蓮如の支援者となる堅田本福寺の法住らが参拝しようとした際に、余りにも寂れた本願寺の有様に呆れ、佛光寺へ参拝したほどであった。
そのころ京都は土一揆で騒然。翌々年には大飢饉で、加茂川が餓死者で埋まる。諸国は戦乱が絶えず、深刻な様相を呈していた。
寛正6年（1465年）、本願寺（大谷本願寺）は延暦寺西塔の衆徒によって破却される（寛正の法難）。この法難に遭うまで「本願寺」はこの地にあった。
文明3年（1471年）、蓮如は京都から近江に難をさけ、そして越前（福井県）吉崎に移り布教する。
社会は徐々に進展し、民衆が力を得た。農村の生産力の増大と、荘園領主の没落で、農民の地位はしだいに向上し、やがて自治的な惣村をつくる。
蓮如はこうした社会の動きに機敏に対応し、積極的な教化を開始した。蓮如の熱烈な伝道に共感する門徒は、近畿から東海地方に拡がりをみせる。特に近江（滋賀県）では広く帰依し、無碍光本尊が普及するようになる。
文明6年（1474年）、加賀国の守護職を世襲する富樫氏の内紛で、富樫政親から支援の依頼を受ける。
蓮如は、対立する富樫幸千代が真宗高田派と組んだことを知ると、同派の圧迫から教団を維持するために政親と協力して幸千代らを滅ぼした。
だが、加賀の民衆が次第に蓮如の下に集まる事を政親が危惧して軋轢が生じるようになる。
更に蓮如の配下だった下間蓮崇が蓮如の命令と偽って一揆の扇動を行った（ただし、蓮如ら本願寺関係者が蓮崇の行動に対して全く関知していなかったのかどうかについては諸説ある）。
文明7年（1475年）8月21日、蓮如は争いを鎮静化させるため一揆を扇動した下間蓮崇を破門し吉崎を退去する。
小浜、丹波、摂津を経て河内（大阪府）の出口に居を定めた。出口（現在の光善寺）を拠点に積極的な布教を開始。
浄土・聖道諸宗の僧俗が多く帰依する。
文明10年（1478年）、蓮如は出口から山科へおもむき、翌年1月本願寺造営に着手する。
文明13年（1481年）、真宗佛光寺派佛光寺の法主であった経豪が佛光寺派の48坊のうちの42坊を引き連れて蓮如に合流する。
経豪は蓮如から蓮教という名を与えられて改名し、興正寺（真宗興正派）を建立する。これによって佛光寺派は大打撃を受けた。
文明14年（1482年）には真宗出雲路派毫摂寺第八世で真宗山元派證誠寺の住持でもあった善鎮が門徒を引き連れて蓮如に合流する。
文明15年（1483年）8月22日、「本願寺」（「山科本願寺」）が落成する。
伽藍の整備と平行し、寺の周辺に多数の民家が営まれ、寺内町が形成され、諸国から参詣人や各職種の人たちが集い、京都市中をしのぐ賑わいをみせるようになる。
本願寺の教線は、東北から九州にいたる全国にのびた。さらに中国大陸北部の契丹人も教えを求めて来日した。蓮如によって本願寺は日本有数の大教団に成長する。
長享2年（1488年）〜天正8年（1580年）、加賀国の本願寺門徒らが中心による「加賀一向一揆」が起こる。
延徳元年（1489年）、蓮如は5男の実如に本願寺を委譲し、実如が第九世となる。
明応2年（1493年）、真宗木辺派錦織寺の第七代慈賢の孫勝恵が伊勢国・伊賀国・大和国の40か所の門徒を引き連れて蓮如に合流する。
明応6年（1497年）、蓮如は隠居所として、大坂石山に「大坂御坊」（後の大坂本願寺）を建立する。
明応7年（1498年）11月22日付の蓮如の『御文（御文章）』四帖の十五に、「大坂」という地名が史料にはじめて現れる。
「そもそも當國摂州東成郡生玉に荘内大坂といふ在所は往古よりいかなる約束のありけるにや、さんぬる明応第五の秋下旬のころより、かりそめながらこの在所をみそめしより、すでにかたのごとく一宇の坊舎を建立せしめ、年はやすでに三年の星霜をへたりき。これすなはち往昔の宿縁あさからざる因縁なりとおぼえはんべりぬ。」
明応8年（1499年）3月25日、山科本願寺にて蓮如入滅する。

## 戦国時代の本願寺
第九世実如・第十世証如・第十一世顕如が本願寺宗主（現在東本願寺では「門主」と言っている）を務める100年間は、戦国混乱の時期にあたる。
本願寺は、民衆が支配者に対して展開した解放運動のささえとなり、社会変革の思想的原動力となる。
この間に、教勢は著しく発展し、日本有数の大教団として、また一個の強力な社会的勢力としての地位を得るにいたる。
明応9年（1500年）、実如の長男照如、22歳で入寂。
永正年間。
越前（福井県）の朝倉氏の内紛に加賀（石川県）の門徒が介入（九頭竜川の戦いなど）。
永正元年（1504年）、相模（神奈川県）の後北条氏は、この年から50年間にわたって領内の真宗を禁ずる。
永正3年（1506年）、近畿・北陸・東海で、本願寺門徒が一斉に蜂起する。
永正4年（1507年）、家督相続候補の1人が養父である管領細川政元を暗殺（永正の錯乱）。
蓮如以来、政元と親交があった本願寺としては、紛争に巻き込まれることを恐れ、実如と宗祖真影は近江堅田に避難する。
永正6年（1509年）、実如、山科本願寺に戻る。
永正13年（1516年）、後柏原天皇の勅願寺となる。
永正18年（1521年）、越後（新潟県）の長尾氏、本願寺門徒を禁圧する。
永正18年（1521年）8月20日、円如（実如の次男）、32歳で示寂。
大永5年（1525年）2月2日、第九世実如の遷化にともない、孫の証如が本願寺を継承し第十世となる。
享禄5年（1532年）6月、細川晴元の要請を受けた証如は、近畿の門徒2万人を動員して畠山氏・三好氏連合を撃破（飯盛山城の戦い）。堺公方も滅亡。
ところが天文に改元後の同年8月、蜂起させた晴元は本願寺を見限り、法華一揆と結託して一向一揆との全面対決に及んだ。
晴元派の京都の日蓮宗徒と近江の六角定頼の連合軍の焼き討ちによって、同月12日に大津顕証寺を、同月24日には山科本願寺を焼失する（山科本願寺の戦い）。
そのため寺基を大坂石山の「大坂御坊」へ移し、「大坂本願寺」（「石山本願寺」）と号する。
「大坂御坊」は、蓮如の隠居所として建立された小規模な坊舎であったが、この頃には拡大されていて、寺内町も形成されていた。
天文10年（1541年）、朝倉氏との間で和談。
天文22年（1553年）、長尾景虎（上杉謙信）は京都への通路を確保するため本願寺と和解。
天文23年（1554年）8月13日 、第十世証如の入滅にともない、顕如が本願寺を継承し第十一世となる。
弘治2年（1556年）、朝倉氏との間で講和成立。
永禄2年（1559年）、顕如、門跡に列せられる。以前より、本願寺は青蓮院門跡の傘下とみなされていたが、証如・蓮如が2代続けて九条家の猶子となったことや青蓮院門跡が一時的に空位になっていたのを機に自立した門跡になれるように朝廷に工作、顕如の叔父・庭田重保の奔走で法相・天台・真言寺院以外では異例の門跡宣下を受けた。
下間氏が坊官、三河本宗寺・播磨本徳寺・河内顕証寺が院家となる。
永禄6年（1563年）、三河（愛知県）の本願寺門徒、徳川家康と争い、翌年に和睦。これ以後、徳川家康は領国内の本願寺門徒を禁圧。解禁と成ったのは、20年後の天正11年（1583年）。
薩摩（鹿児島県）の島津氏、明治初年まで禁教を継続。
永禄9年（1566年）、後北条氏が禁教を解除。上杉謙信と対抗するための連携を目的とするとされているが、禁教が実施されたのが確認できるのは享禄年間までで、天文年間以後善福寺や勝願寺（古河公方領、永禄年間に後北条氏支配下に入る）などの活動は許されていることから、この頃には形骸化していたとみられている。
永禄11年（1568年）、織田信長、京都に入る。
永禄12年（1569年）、顕如の次男顕尊が入寺した興正寺は脇門跡に任ぜられる。
元亀元年（1570年）9月12日、天下統一を目指す信長が、一大勢力である浄土真宗門徒の本拠地であり、西国への要衝でもあった環濠城塞都市石山からの退去を命じたことを起因に、約10年にわたる「石山合戦」が始まる。合戦当初、顕如は長男・教如とともに信長と徹底抗戦する。
石山合戦の頃から、「大坂本願寺」は、「石山御坊」と呼ばれるようになる。
合戦末期になると、顕如を中心に徹底抗戦の構えで団結していた教団も、信長との講和を支持する勢力（穏健派）と、徹底抗戦を主張する勢力（強硬派）とに分裂していく。この教団の内部分裂が、東西分派の遠因となる。
天正8年（1580年）3月、正親町天皇の勅使・近衛前久の仲介による講和を受け入れた顕如は、信長との和議に応じる。顕如ら穏健派は石山本願寺から紀伊鷺森（鷺森本願寺）へ退隠する。しかし、信長を信用せぬ教如は徹底抗戦を主張したため、顕如から義絶されるが、それでもなお「石山本願寺」に籠城する（大坂拘様）。
同年8月2日、近衛前久の退去説得に応じた教如は、「石山本願寺」を信長に明け渡す。その直後に「石山本願寺」に火が放たれ灰燼と化す。退去に応じただけで強硬姿勢を緩めぬ教如は、その後も強硬派への支持を募る。
天正10年（1582年）6月2日、本能寺の変が起こり、信長自害。
同年6月23日、顕如、後陽成天皇から教如の赦免を提案される。
同年6月27日、教如は、顕如より義絶を赦免される。赦免後は、顕如と共に住し、寺務を幇助する。
天正11年 （1583年）、石山本願寺跡地を含む一帯に豊臣秀吉によって大坂城が築かれる。
同年（1583年）、宗祖真影を奉じて、和泉の貝塚にある石山本願寺の末寺であった寺（のちの願泉寺）に移る。（「貝塚本願寺」）
天正13年（1585年）5月、豊臣秀吉の寺地寄進を得て、大坂の天満（てんま）に移る。同年8月にまず阿弥陀堂を建て、翌年の8月には十間四面の御影堂が落成する。（大坂天満本願寺）

## 京都移転
天正19年（1591年）、豊臣秀吉から京都へ再び寺地の寄進を受け、8月、御影堂を天満から移築する。
天正20年（1592年）7月、阿弥陀堂を新築し「本願寺」が完成する。しかし教団の内部分裂は継続する。
文禄元年（1592年）11月24日、顕如の入滅にともない、教如が本願寺を継承する。この時、石山合戦で籠城した元強硬派を側近に置き、顕如と共に鷺森に退去した元穏健派は重用しなかったため、教団内の対立に発展する。

## 教如退隠
穏健派と顕如の室如春尼（教如の実母）は、顕如が書いた「留守職譲状」を秀吉に示して、遺言に従い三男の准如に継職させるよう直訴。
この訴えを受けた秀吉は、文禄2年（1593年）閏9月12日、教如を大坂に呼び、下記の十一か条を示した。
1. 大坂ニ居スワラレ候事。
2. 信長様御一類ニハ大敵ニテ候事。
3. 太閤様の御代ニテ、雑賀ヨリ貝塚ヘ召シ寄セラレ、貝塚ヨリ天満ヘ召シ出サレ、天満ヨリ七条ヘ遣シアゲラレ候事、御恩ト思シ召サレ候事。
4. 当門跡[注釈 9]不行儀のこと、先門跡[注釈 10]時ヨリ連レント申上候事。
5. 代ユヅリ状コレアル事、先代[注釈 10]ヨリユヅリ状モコレアル由ノ事。
6. 先門跡[注釈 10]セツカンノ者メシ出サレ候事。
7. メシ出サレ候人ヨリモ、罷リイデ候者ドモ、不届キニ思シ候事。
8. 当門主[注釈 9]妻女ノ事。
9. ソコ心ヨリ、トドカザル心中ヲ引キ直シ、先門跡ノゴトク殊勝ニタシマミ申スベキ事。
10. 右ノゴトクタシナミ候ハバ、十年家ヲモチ、十年メニ理門[注釈 11]ヘアイ渡サルベキ事、是ハカタ手ウチノ仰付ラレ様ニテ候得共、新門跡[注釈 11]コノウチ御目ヲカケラレ候間、カクノゴドク由ニ候。
11. 心ノタシナミモナルマジキト存ゼラレ候ハバ、三千国無役ニ下サルベク候アイダ、御茶ノ湯トモダチナサレテ候テ、右メシイダシ候イタヅラモノ共メシツレ。御奉公候ヘトノ儀に候。

つまり、問題点（上記の1～8）を挙げ、10年後に弟の准如に本願寺宗主を譲る旨の命が下される。
教如はこの命に従おうとしたが、周辺の強硬派坊官たちが、秀吉に異義を申し立て、譲り状の真贋を言い立てたため秀吉の怒りを買い、｢今すぐ退隠せよ｣との命が下される。同年閏9月16日、准如が本願寺宗主を継承し、第十二世となる事が決定する。
教如は本願寺北東の一角に退隠させられ、「裏方」と称せられる。引退後も教如は精力的に布教活動にいそしみ、なお本願寺を名乗って文書の発給や新しい末寺の創建を行っている。のちの本願寺分立の芽は着々と育っていた。

## 本願寺分立
慶長3年（1598年）8月18日、秀吉歿。
関ヶ原の戦い後、かねてから家康によしみを通じていた教如は家康にさらに接近する。
慶長7年（1602年）、後陽成天皇の勅許を背景に家康から、「本願寺」のすぐ東の烏丸六条に四町四方の寺領が寄進され、教如は七条堀川の本願寺の一角にあった隠居所から堂舎を移しここを本拠とする。
「本願寺の分立」により本願寺教団も、「准如を十二世宗主とする本願寺教団」（現在の浄土真宗本願寺派）と、「教如を十二代宗主とする本願寺教団」（現在の真宗大谷派）とに分裂することになる。
ただし教如の身分は死ぬまで公式には「本願寺隠居」であって必ずしも本願寺が分立したとは言い切れない。
つまり形の上では七条堀川の本願寺の境内の一角に構えていた教如の隠居所（本願寺境内の三分の一を占め阿弥陀堂や御影堂もあった）を、六条烏丸に移させたにすぎない。東本願寺が正式に一派をなすのは次の宣如のときからである。
慶長8年（1603年）、上野厩橋（群馬県前橋市）の妙安寺より｢親鸞上人木像｣を迎え、本願寺（東本願寺）が開かれる。
七条堀川の本願寺の東にあるため、後に「東本願寺」と通称されるようになり、准如が継承した七条堀川の本願寺は、「西本願寺」と通称されるようになる。
一説によると、幕府は、准如が関ヶ原の戦いに際して西軍側についたため准如に代えて教如を宗主に就けようとしたが、教如自身がこれを受けなかった。
この時、本多正信が、「本願寺は、現実には表方（准如派）と裏方（教如派）に分かれているのだから無理に一本化する必要はない」との意見を述べたため教如への継職を止め、別に寺地を与えることに決したという。
正信はさらに「天下ノ御為ニモヨロシカルベク存じ奉る」と続けているから（「宇野新蔵覚書」「事書」）、そこに幕府の狙い・つまり本願寺を分立させて教団の力を削ぐという意図が隠されていたことが読み取れる。
現在の真宗大谷派は、この時の経緯について、「教如は法主を退隠してからも各地の門徒へ名号本尊や消息（手紙）の配布といった法主としての活動を続けており、本願寺教団は関ヶ原の戦いよりも前から准如を法主とするグループと教如を法主とするグループに分裂していた。
徳川家康の寺領寄進は本願寺を分裂させるためというより、元々分裂状態にあった本願寺教団の現状を追認したに過ぎない」という見解を示している。
東西本願寺の分立が後世に与えた影響については、「戦国時代には大名に匹敵する勢力を誇った本願寺は分裂し、弱体化を余儀なくされた」という見方も存在するが、前述の通り本願寺の武装解除も顕如・准如派と教如派の対立も信長・秀吉存命の頃から始まっており、また江戸時代に同一宗派内の本山と脇門跡という関係だった西本願寺と興正寺が、寺格を巡って長らく対立して幕府の介入を招いたことを鑑みれば、教如派が平和的に公然と独立を果たしたことは、むしろ両本願寺の宗政を安定させた可能性も否定出来ない。
現在、本願寺派（西本願寺）の末寺・門徒が、中国地方に特に多い（いわゆる「安芸門徒」など）のに対し、大谷派（東本願寺）では、北陸地方・東海地方に特に多い（いわゆる「加賀門徒」「尾張門徒」「三河門徒」など）。
また、別院・教区の設置状況にも反映されている。このような傾向は、東西分派にいたる歴史的経緯による。

## 東西分立後
東西分立以降も昭和62年（1987年）までは、東西ともに｢本願寺｣が正式名称である。
分立以降の歴史
西本願寺の歴史については、西本願寺#歴史の項目を参照。
東本願寺の歴史については、東本願寺#年表、および真宗大谷派#東西分裂以降の歴史の項目を参照。